# Punta de l'Home
La Punta de l'Home és una muntanya de 575 metres que es troba entre els municipis de Riba-roja d'Ebre, a la comarca de la Ribera d'Ebre i de La Fatarella, a la comarca del Terra Alta.
Al cim s'hi troba un vèrtex geodèsic (referència 249135001).